# Блу Бел (Пенсилванија)
Блу Бел (енгл. Blue Bell) насељено је место без административног статуса у америчкој савезној држави Пенсилванија.

## Демографија
По попису из 2010. године број становника је 6.067, што је 328 (-5,1%) становника мање него 2000. године.
| Група             | 2000.         | 2010.         |
| Белци             | 5.719 (89,4%) | 5.244 (86,4%) |
| Афроамериканци    | 155 (2,4%)    | 175 (2,9%)    |
| Азијати           | 417 (6,5%)    | 489 (8,1%)    |
| Хиспаноамериканци | 73 (1,1%)     | 90 (1,5%)     |
| Укупно            | 6.395         | 6.067         |